# Муфтич, Исмет
Исмет Муфтич (хорв. Ismet Muftić; 1876, Жепче — 29 июня 1945, Загреб) — хорватский муфтий, в 1917—1945 годах главный муфтий Загреба. Брат инженера Халида Муфтича.

## Биография
Родился в 1876 году в Жепче. Окончил исламское шариатское училище. Служил имамом и муфтией, в 1917 году назначен муфтией Загреба, когда в городе появилась первая община мусульман . В 1935 году — член комитета по строительству первой загребской мечети. Один из основателей, заместитель председателя Общества боснийско-герцеговинских хорватов в Загребе, основанного в марте 1939 года и представлявшего интересы хорватов в Боснии и Герцеговине
После образования Независимого государства Хорватия был назначен муфтием вооружённых сил НГХ, а после назначения на должность по загребскому радио обратился к мусульманам с призывом поддержать усташей как руководящую силу Хорватии. Публиковался во многих периодических изданиях, писал статьи на религиозную тематику и выступал в поддержку не только исламской культуры в НГХ, но и хорватской национальной культуры, называя себя хорватом по национальности. Муфтич предлагал обратить в мечеть храм на площади Прерадовича, но позже под эти нужды был переоборудован будущий павильон Мештровича: были надстроены три минарета
После падения усташского режима арестован, после недолгого процесса осуждён за сотрудничество с коллаборационистской властью. 29 июня 1945 года казнён через повешение перед зданием загребской мечети (ныне Павильон Мештровича). По схожим обвинениям в сотрудничестве с усташами были казнены ещё ряд имамов в Народной Республике Боснии и Герцеговины. В 1949 году все три минарета, поставленные по приказу Муфтича, были снесены.